# البيئة الحسية
البيئة الحسية هي مجال جديد نسبيًا يركز على المعلومات التي تحصل عليها الكائنات الحية حول بيئتها يتناول هذا العلم أسئلة حول ماهية المعلومات، وكيفية الحصول عليها ، ولماذا تكون المعلومات مفيدة للكائن الحي (الوظيفة). البيئة الحسية هي دراسة لكيفية حصول الكائنات الحية على المعلومات من بيئتها ومعالجتها والاستجابة لها. تتفاعل جميع أفراد الكائنات الحية مع بيئتها (التي تتكون من مكونات حيوية وغير حية)، وتتبادل المواد والطاقة والمعلومات الحسية. ركز علم البيئة بوجه عام على تبادل المادة والطاقة، بينما تمت دراسة التفاعلات الحسية عمومًا كتأثيرات على السلوك ووظائف بعض الأجهزة الفسيولوجية (الأعضاء الحسية). المجال الجديد نسبيا من علم البيئة الحسية ظهر مع تركيز المزيد من الباحثين على الأسئلة المتعلقة بالمعلومات في البيئة.